# Aiouea angulata
Aiouea angulata är en lagerväxtart som beskrevs av André Joseph Guillaume Henri Kostermans. Aiouea angulata ingår i släktet Aiouea och familjen lagerväxter. Inga underarter finns listade i Catalogue of Life.